# Rustam Kazakov
Rustam Kazakov, född den 2 januari 1947 i Tasjkent, Uzbekistan, är en sovjetisk brottare som tog OS-guld i bantamviktsbrottning i den grekisk-romerska klassen 1972 i München. 